# Сборная Американских Виргинских Островов по футболу
Сборная Американских Виргинских островов по футболу (англ. United States Virgin Islands soccer team) — команда, представляющая Американские Виргинские острова в международных матчах и турнирах по футболу.
У сборной нет национального стадиона. Команда проводит свои матчи на бейсбольном стадионе «Лайонел Робертс Парк» в городе Шарлотта-Амалия на острове Сент-Томас.
Наибольший расцвет сборную настиг спустя два месяца после прибытия в мае 2011 года Кита Гриффита, нового технического директора из Барбадоса, при котором сборная поднялась на 51-е место в рейтинге ФИФА, с 200-го на 149-е, пока наивысшее достижение в своей истории. В рейтинге ФИФА на 4 апреля 2024 года занимает 208-е место.

## Чемпионат мира
- 1930 по 1998 — не участвовала
- 2002 по 2026 — не прошла квалификацию

## Золотой кубок КОНКАКАФ
- 1991 по 1998 — не участвовала
- 2000 по 2007 — не прошла квалификацию
- 2009 по 2013 — не участвовала
- 2015 по 2021 — не прошла квалификацию

## Список тренеров
- без тренера (1991—1999)
- Пол Иньюри (1999—2000)
- без тренера (2000—2002)
- Глад Бугариу (2002)
- без тренера (2002—2003)
- Франциско Рамирес (2004)
- Карлтон Фримен (2004)
- без тренера (2005—2006)
- Дэрил Робертс (2006)
- без тренера (2007)
- Карлтон Фримен (2008)
- без тренера (2008—2009)
- Крэйг Мартин (2009—2011)
- Кит Гриффит (2011)
- Терренс Джонс / Юстас Бэйли (2011)
- без тренера (2012—2013)
- Леонард Эйпелтон (2014)
- без тренера (2014—2015)
- Ахмед Мохамед (2015—2017)
- без тренера (2017—2018)
- Марсело Серрано (2018—2019)
- Жилберто Дамиано (2019—н. в.)